# Hydractinia arge
Hydractinia arge is een hydroïdpoliep uit de familie Hydractiniidae. De poliep komt uit het geslacht Hydractinia. Hydractinia arge werd in 1882 voor het eerst wetenschappelijk beschreven door Clarke. 